# Morelmaison
Morelmaison és un municipi francès, situat al departament dels Vosges i a la regió del Gran Est. L'any 2007 tenia 191 habitants.

## Demografia

### Població
El 2007 la població de fet de Morelmaison era de 191 persones. Hi havia 73 famílies, de les quals 15 eren unipersonals (15 dones vivint soles i 15 dones vivint soles), 23 parelles sense fills, 31 parelles amb fills i 4 famílies monoparentals amb fills.
La població ha evolucionat segons el següent gràfic:
Habitants censats

### Habitatges
El 2007 hi havia 84 habitatges, 74 eren l'habitatge principal de la família, 3 eren segones residències i 6 estaven desocupats. 83 eren cases i 1 era un apartament. Dels 74 habitatges principals, 68 estaven ocupats pels seus propietaris, 5 estaven llogats i ocupats pels llogaters i 1 estava cedit a títol gratuït; 5 tenien tres cambres, 23 en tenien quatre i 46 en tenien cinc o més. 67 habitatges disposaven pel capbaix d'una plaça de pàrquing. A 31 habitatges hi havia un automòbil i a 39 n'hi havia dos o més.

### Piràmide de població
La piràmide de població per edats i sexe el 2009 era:
| Homes | Edats   | Dones |
| ----- | ------- | ----- |
| 0     | 95 o +  | 0     |
| 0     | 90 a 94 | 1     |
| 1     | 85 a 89 | 0     |
| 2     | 80 a 84 | 1     |
| 2     | 75 a 79 | 5     |
| 11    | 70 a 74 | 5     |
| 6     | 65 a 69 | 7     |
| 4     | 60 a 64 | 7     |
| 6     | 55 a 59 | 6     |
| 6     | 50 a 54 | 3     |
| 8     | 45 a 49 | 5     |
| 4     | 40 a 44 | 7     |
| 5     | 35 a 39 | 5     |
| 7     | 30 a 34 | 4     |
| 4     | 25 a 29 | 7     |
| 6     | 20 a 24 | 1     |
| 6     | 15 a 19 | 6     |
| 3     | 10 a 14 | 11    |
| 7     | 5 a 9   | 1     |
| 4     | 0 a 4   | 3     |

## Economia
El 2007 la població en edat de treballar era de 113 persones, 91 eren actives i 22 eren inactives. De les 91 persones actives 81 estaven ocupades (43 homes i 38 dones) i 11 estaven aturades (7 homes i 4 dones). De les 22 persones inactives 5 estaven jubilades, 6 estaven estudiant i 11 estaven classificades com a «altres inactius».

### Ingressos
El 2009 a Morelmaison hi havia 79 unitats fiscals que integraven 202 persones, la mediana anual d'ingressos fiscals per persona era de 16.138 €.

### Activitats econòmiques
Dels 2 establiments que hi havia el 2007, 1 era d'una empresa de construcció i 1 d'una empresa de serveis.
L'únic servei als particulars que hi havia el 2009 era una lampisteria.
L'any 2000 a Morelmaison hi havia 12 explotacions agrícoles que ocupaven un total de 580 hectàrees.

## Poblacions més properes
El següent diagrama mostra les poblacions més properes.